# Jean-François Caujolle
Jean-François Caujolle (Marsiglia, 31 marzo 1953) è un ex tennista francese.

## Carriera
In carriera ha raggiunto due finali nel singolare al Copenaghen Open nel 1976 e allo Swiss Open Gstaad nel 1977. Nei tornei del Grande Slam ha ottenuto il suo miglior risultato raggiungendo il terzo turno nel singolare all'Open di Francia nel 1979 e nel 1981.
In Coppa Davis ha giocato una sola partita, ottenendo nell'occasione una vittoria.

## Statistiche

### Singolare

#### Finali perse (2)
| Numero | Anno            | Torneo                      | Superficie  | Avversario in finale | Punteggio     |
| 1.     | 24 gennaio 1976 | Copenaghen Open, Copenaghen | Sintetico   | Lars Elvstrøm        | 4-6, 4-6      |
| 2.     | 10 luglio 1977  | Swiss Open Gstaad, Gstaad   | Terra rossa | Jeff Borowiak        | 6-2, 1-6, 3-6 |